# Lancia Musa
La Lancia Musa è un'autovettura di segmento B prodotta dalla casa automobilistica italiana Lancia dall'ottobre 2004 al settembre 2012 nello stabilimento Fiat di Mirafiori a Torino.

## Storia e contesto
Presentata al pubblico in occasione del Salone dell'automobile di Ginevra del 2004, la Musa ha avuto il compito di posizionare il marchio Lancia in un segmento fino allora inesplorato dalla casa, quello delle monovolume compatte, facendo registrare complessivamente sin dal suo debutto un buon andamento commerciale; infatti è risultata la monovolume compatta più venduta in Italia negli anni 2006, 2007, 2008 e 2009; permettendo alla Lancia di ritagliarsi una interessante quota di mercato in questo segmento, allora in forte crescita e dominato dalla concorrenza di un notevole numero di rivali, tra cui: Mercedes Classe A, Opel Meriva e Citroën C3 Picasso.
La commercializzazione è iniziata il 18 settembre 2004 in Italia e il 16 ottobre successivo negli altri paesi europei.
Tuttavia, pur considerando i buoni risultati ottenuti in otto anni di produzione, alla fine del 2012 la vettura ha abbandonato i listini Lancia senza essere rimpiazzata da alcun nuovo modello; e all'interno dell'orbita Fiat si è preferito così dare spazio alla Fiat 500L, che in definitiva ha raccolto oltre che l'eredità di Fiat Idea e di Fiat Multipla, anche della Lancia Musa.

## Prima serie
Frutto di un progetto condiviso con la cugina di casa Fiat, l'Idea (dalla quale eredita non solo il pianale, ma anche la meccanica, l'elettronica e le motorizzazioni), la Musa si distingue dalla sua gemella sia per un'impronta più elegante della carrozzeria (ricalca lo stesso family feeling introdotto nel 2003 dalla più piccola Ypsilon) che degli interni, di qualità decisamente più elevata.
Confermandosi presso il pubblico come un'auto estremamente pratica e versatile, viste le sue dimensioni contenute (la Musa è lunga 3,99 metri, larga 1,70, alta 1,66 e con un passo di 2,51), che ne permettono un valido impiego sia per un utilizzo in ambito urbano che in occasione dei lunghi viaggi; a prescindere pure dalla buona dote di comfort, appositamente studiata per accogliere comodamente sino a cinque persone incluso il guidatore.
Gli elementi esterni di maggior rilievo sono racchiusi nel frontale, dominato da una calandra cromata di matrice rétro e affiancata da due fari a goccia contenenti le luci di posizione, i fari abbaglianti e quelli delle frecce. Sotto di essi si affaccia una fascia di profilato nero grezzo che attraversa tutta la superficie del paraurti anteriore con lo scopo di ridurre i danni alla verniciatura in caso di urti accidentali nei parcheggi.
La fiancata è pressoché identica a quella dell'Idea (l'unico elemento distintivo è la grande M impressa sui profili delle portiere anteriori a richiamare l'iniziale del nome del modello) e dominata da un'ampia superficie vetrata, con uguale schema di apertura delle porte e delle fasce paracolpi montate di serie su tutte le versioni della Musa.
La capacità di carico del bagagliaio è nella media del segmento (può oscillare dai 320 e ai 1420 dm³ considerando anche l'ottima intuizione del divanetto posteriore frazionato) e la coda è composta da un portellone bombato e raccordato da due nervature che si completano con i fari rossi delle luci posteriori.
La parte interna è costituita un'ampia plancia comandi che riprende soluzioni e materiali già visti sulla Ypsilon. In particolare, il quadro strumenti è collocato al centro del cruscotto, con computer di bordo, tachimetro contachilometri e contagiri ben in evidenza. Sotto di esso si collocano la radio e le manopole dell'impianto di condizionamento-riscaldamento. I sedili anteriori sono ben profilati e dotati a richiesta di braccioli indipendenti. Il divanetto posteriore regolabile offre di serie tre poggiatesta imbottiti.

## Seconda serie

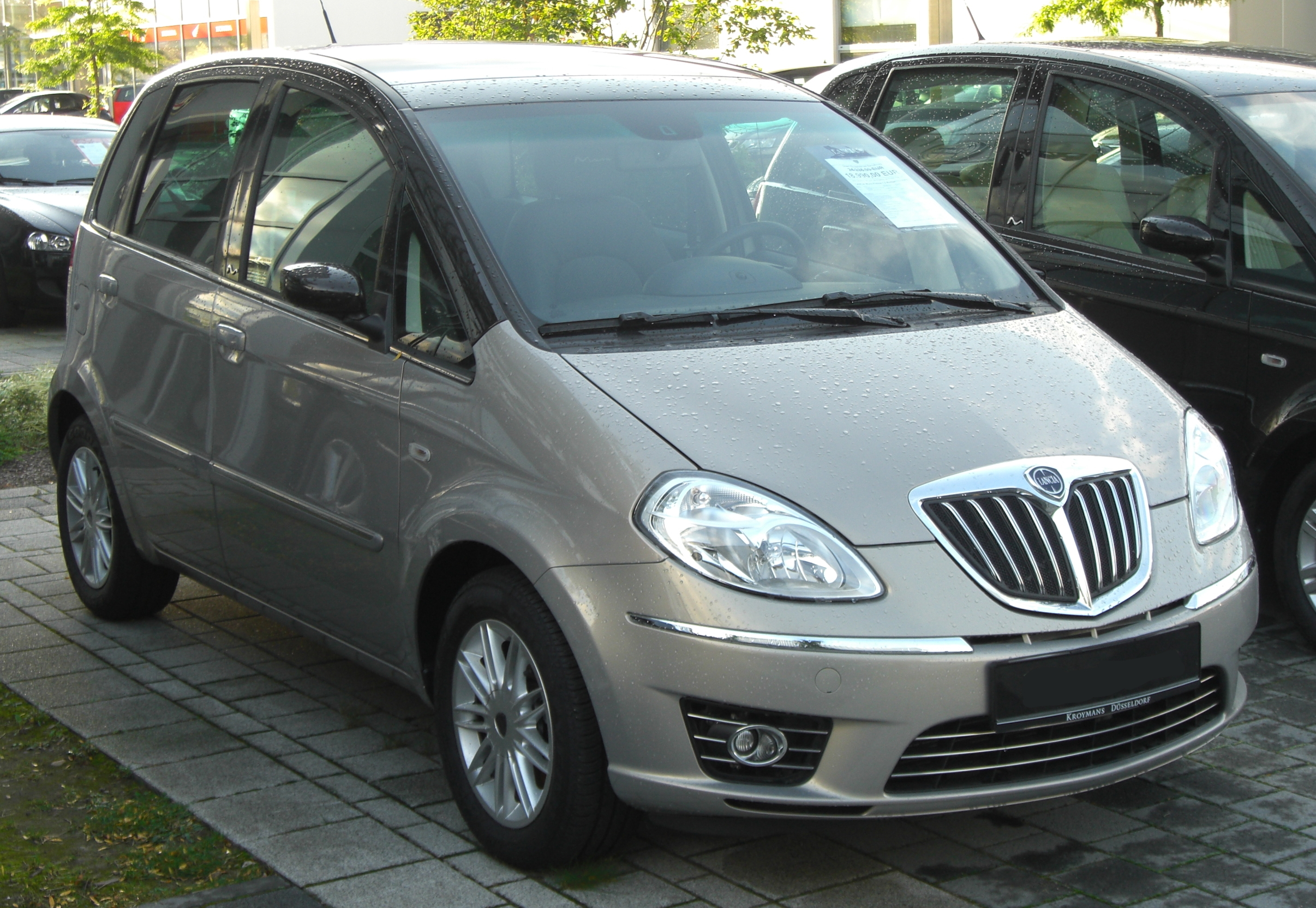
Veduta frontale di una Lancia Musa restyling 2007 con verniciatura bicolore.

Presentata al Salone Internazionale di Francoforte nel 2007, dopo un approfondito intervento di restyling condotto dai tecnici del Centro stile di Mirafiori, questa seconda serie presenta un portellone posteriore modificato con un incremento conseguente della lunghezza complessiva di 5 centimetri, al fine di accrescere la capacità di carico del bagagliaio di ulteriori 70 litri con anche una soglia di carico più bassa, così da facilitare l'ingresso degli oggetti ingombranti.  Senza dimenticare il ridisegno del lunotto, che scende fino alla targa (caratteristica in comune con la terza generazione della Delta) e dei fari a Led delle luci posteriori ridisegnati con uno stile notevolmente avveniristico.
Nell'occasione, la piccola monovolume è stata altresì dotata del nuovo marchio aziendale a sfondo blu (introdotto nel 2006 per celebrare i cento anni di fondazione della casa) e di un frontale decisamente più elegante, con l'eliminazione della esteticamente poco riuscita fascia di profilato nero grezzo sul paraurti, affiancata dall'introduzione di una calandra tal tono più accattivante.
Le vendite sul mercato italiano della nuova Musa partono nell'ottobre dello stesso anno.
Dalla fine del 2008 la piccola monovolume si arricchisce di ulteriori novità: è proposta in 20 varianti complessive differenziate dai livelli di finiture e dai tipi di motorizzazione e cambio (un 5 e 6 marce manuale o un cambio automatico robotizzato chiamato DFN da "Dolce Far Niente" a 5 rapporti). E propone nuove coppe ruota e cerchi in lega sportivi.
Le combinazioni degli ambienti interni con i colori carrozzeria sono 80; vi sono nuovi abbinamenti di tinte bicolore per l'esterno unitamente a inedite colorazioni monocolore.
Come sulla Ypsilon compare il tessuto tecnico AIRtex e le scritte con logo "Musa" sui poggiatesta rivestiti in pelle per le ricche versioni Platino.
Si segnala poi l'adozione del sistema di gestione di file MP3 e telefono vivavoce Blue&Me (già presente su altri modelli Lancia) grazie alla collaborazione tra Fiat e Microsoft.

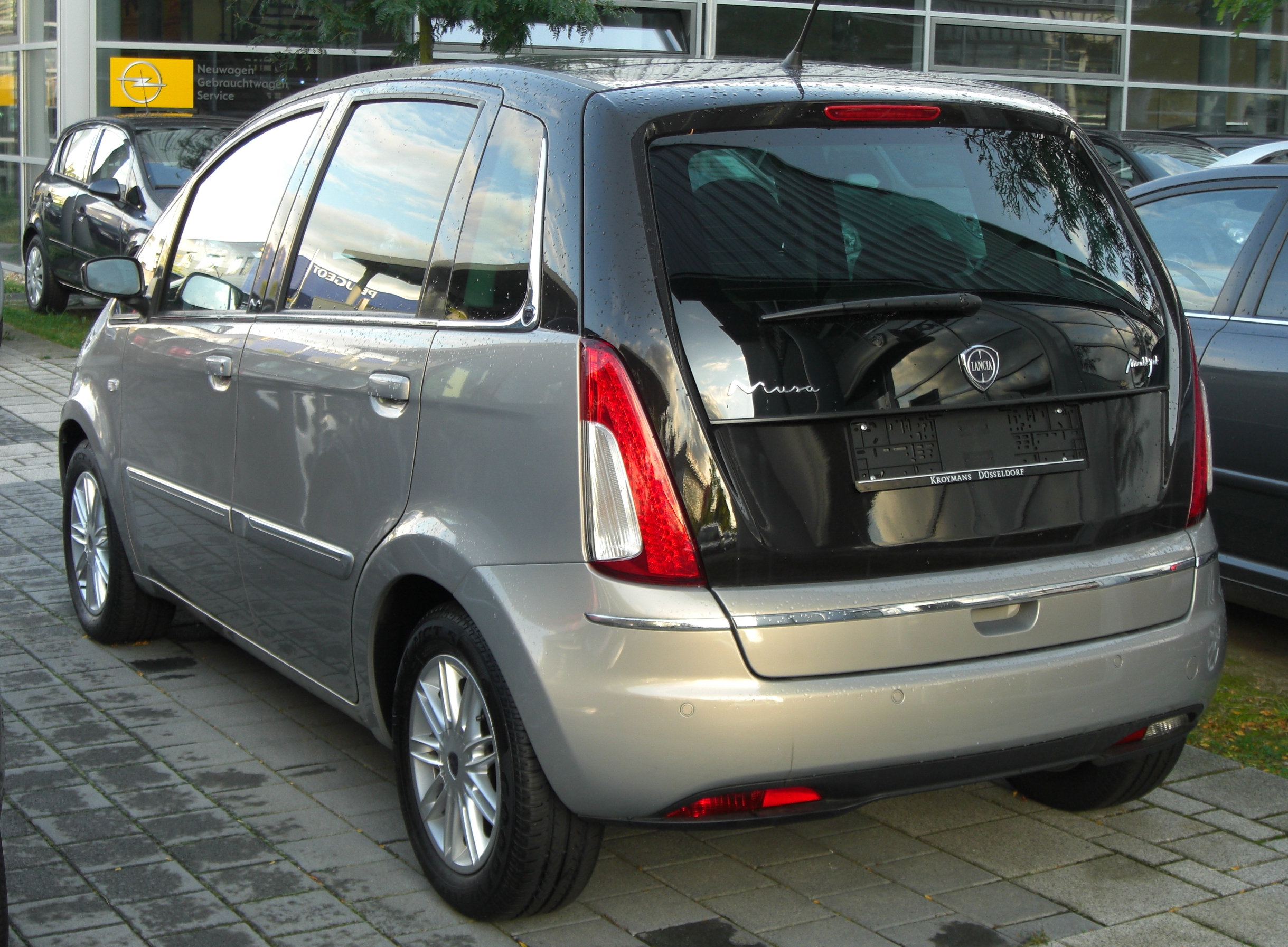
Veduta posteriore di una Lancia Musa restyling 2007 con verniciatura bicolore.

In più, si amplia la gamma dei motori, con l'introduzione del nuovo turbodiesel common rail Multijet di 1,6 litri Euro 4, riomologato Euro 5 dal 2009, capace di 120 cavalli (questo propulsore, debuttato alcuni mesi prima sulla Fiat Bravo, è stato montato pure sulla Delta e ha affiancato il vecchio 1.9 Multijet a 8 valvole). Nell'occasione debutta anche l'allestimento di punta firmato Poltrona Frau.
Per promuovere la New Musa viene realizzata un'aggressiva campagna pubblicitaria con lo scopo di far notare come la lussuosità e l'eleganza di una limousine si sposano su una vettura di poco più 4,0 metri, che vede come testimonial l'attrice, cantante e modella Carla Bruni (la colonna sonora dello spot pubblicitario trasmesso su tv e radio è la canzone Bang Bang (My Baby Shot Me Down) di Cher).
Dal 2009 il propulsore Fire 1.4 a benzina 16V da 95 cavalli viene reso disponibile “con sovrapprezzo” pure con l'omologazione secondo la normativa Euro 5; a cui fa seguito al Salone Internazionale di Ginevra il lancio della Musa EcoChic, dotata di una motorizzazione bi-fuel (benzina e GPL) capace di 78 cavalli.
Nel mese di settembre, poi, parte la commercializzazione della versione E-collection con dispositivo Start&Stop e finiture interne specifiche; mentre su tutta la gamma vengono aggiornati gli specchi retrovisori, ora di dimensioni più generose.
Con il 2011 l'intera gamma rispetta la normativa Euro 5 e presenta le nuove versioni. Nell'occasione viene rinnovata la tavolozza colori e quella dei rivestimenti interni. In più compaiono i nuovi proiettori "a cannocchiale" con parabola interna oscurata.

### Allestimenti gamma 2012
- Diva
- Gold
- Platinum
- 5Th Avenue (con possibilità Pack Poltrona Frau)

## Motorizzazioni
| Modello                | Disponibilità       | Motore                           | Cilindrata cm³ | Potenza        | Emissioni CO2 (g/Km) | 0–100 km/h (secondi) | Velocità max (Km/h) | Consumo medio (Km/l) |
| 1.4 FIRE 8V            | dal 2005            | 4 cilindri in linea, Benzina     | 1.368          | 57 kW (78 CV)  | 146                  | 13,5                 | 163                 | 16,1                 |
| 1.4 EcoChic 8V         | dal 2009            | 4 cilindri in linea, Benzina-GPL | 1.368          | 57 kW (78 CV)  | 120                  | 13,5                 | 163                 | 16,1                 |
| 1.4 FIRE 16V           | dal debutto         | 4 cilindri in linea, Benzina     | 1.368          | 70 kW (95 CV)  | 157                  | 11,5                 | 175                 | 15,2                 |
| 1.3 Multijet 16V 70    | dal debutto al 2007 | 4 cilindri in linea, Diesel      | 1.248          | 51 kW (69 CV)  | 129                  | 15,4                 | 165                 | 20,4                 |
| 1.3 Multijet 16V 90    | dal debutto al 2010 | 4 cilindri in linea, Diesel      | 1.248          | 66 kW (90 CV)  | 124                  | 12,5                 | 173                 | 21,3                 |
| 1.3 Multijet II 16V 95 | dal 2010            | 4 cilindri in linea, Diesel      | 1.248          | 70 kW (95 CV)  | 114                  | 12,5                 | 173                 | 23,3                 |
| 1.6 Multijet 16V 120   | dal 2007            | 4 cilindri in linea, Diesel      | 1.598          | 88 kW (120 CV) | 129                  | 9.9                  | 190                 | 20,4                 |
| 1.9 Multijet 8V 100    | dal debutto al 2007 | 4 cilindri in linea, Diesel      | 1.910          | 74 kW (101 CV) | 137                  | 11,5                 | 179                 | 19,2                 |